# Anti-Slavery International

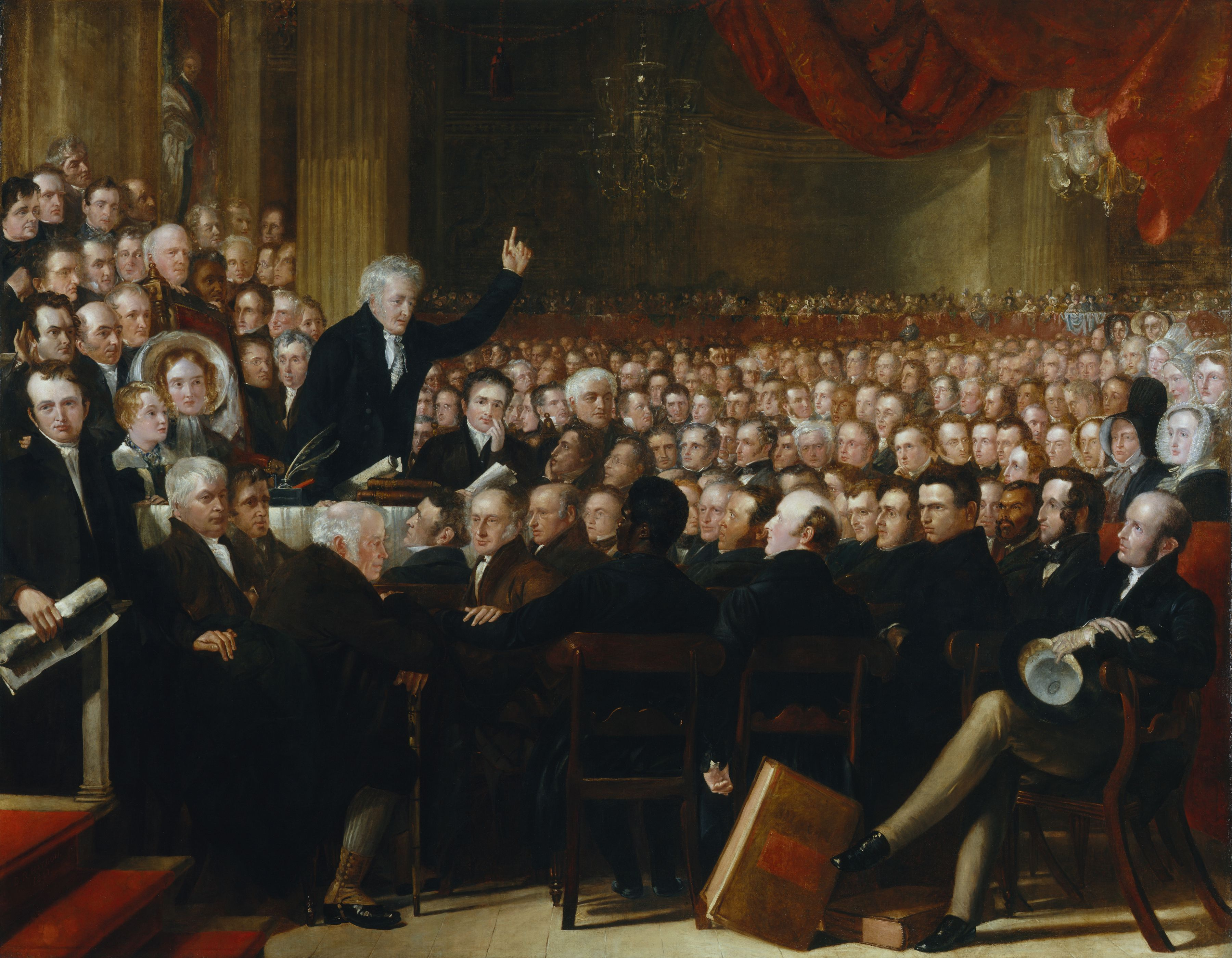
The Anti-Slavery Society Convention, 1840 van Benjamin Haydon, 1841

Anti-Slavery International is een liefdadigheidsinstelling en lobbygroep, gevestigd in het Verenigd Koninkrijk. De organisatie werd in 1839 opgericht als 'British and Foreign Anti-Slavery Society' om campagne te voeren tegen slavernijpraktijken. Het is een zusterorganisatie van het in de Verenigde Staten gevestigde Free the Slaves.
- De organisatie lobbyt bij regeringen van landen waar slavernij voorkomt.
- De organisatie lobbyt bij overheden en internationale agentschappen om de strijd tegen de slavernij een hogere prioriteit te geven.
- De organisatie ondersteunt het onderzoek om de omvang van de slavernij te weten te komen.
- De organisatie werkt aan betere voorlichting over slavernij.
- De organisatie verzorgt informatie voor het publiek over moderne vormen van slavernij. Het doel is om slavernij in de hele wereld uit te bannen.

In Anti-Slavery-International zijn drie teams werkzaam: Programma, Communicatie en Informatie.
Programma verzamelt relevante informatie met betrekking tot kinderarbeid, gedwongen tewerkstelling, gedwongen huwelijken, mensenhandel en traditionele slavernij. Het publiceert informatie en bevordert wetgeving om de slachtoffers bescherming te bieden.
Communicatie verzorgt educatief materiaal, waaronder het tijdschrift The Reporter. Zij lobbyen bij regeringen, de Verenigde Naties en de Europese Unie met het doel om de kwestie op de agenda te krijgen.
Informatie houdt zich onder andere bezig met de administratie en het verwerven van fondsen en publiceert een jaarverslag en een verantwoording van de financiën.